# 賽維亞佛朗明哥雙年展
賽維亞佛朗明哥雙年展(Bienal de Flamenco de Sevilla)是一個在西元雙數年，於賽維雅舉行的佛朗明哥藝術節。

## 歷史
第一屆於 1980 年舉辦，Jose Ortiz Nuevo 是主席，海報由 Joaquín Sáenz 設計。首獎由 Calixto Sanchez 獲得。

## 內容
在九月中到十月，約一個月的表演。跟黑雷斯佛朗明哥藝術節不同，雙年展是沒有開設課程的。每場表演價格從 20 歐元起跳。

## 場地
有 Lope de Vega 劇院, 中央劇院(Teatro Central) 跟 Teatro Maestranza 等。

## 外部連結
- 雙年展官網 （页面存档备份，存于）
- 西班牙「南方電視台」，雙年展指定電視台網站